# Sabine Moussier
Diana Sabine Moussier  (Leverkusen, NSZK, 1966. július 12. –) német születésű mexikói színésznő.

## Magánélete
Sabine 2002-ben összejött Jorge Peralta chilei üzletemberrel. Kislányuk, Camila, 2003. július 15-én, míg fiuk, Paulo, 2006. július 3-án született. Moussier és Peralta 2008. januárjában szakítottak, de hivatalosan csak februárban jelentették be. Bár Moussier gyakran emlegette Peraltát a férjeként, Jorge azt nyilatkozta a TVnotas pletykamagazinnak, hogy hivatalosan soha nem voltak házasok. Mivel azonban Moussier és Peralta több mint öt évig éltek együtt, és közös gyermekeik voltak, a mexikói törvények értelmében hivatalosan is el kellett válniuk. Nem sokkal azután, hogy szakított Jorgéval, Sabine randevúzni kezdett egy Juan nevű fiatalemberrel, de 2009-ben véget ért a kapcsolatuk.

## Filmográfia
| Év        | Cím                        | Magyar cím            | Szerep                               | Magyar hang   |
| --------- | -------------------------- | --------------------- | ------------------------------------ | ------------- |
| 1996      | Morir dos veces            |                       | Paullette                            |               |
| 1996–1997 | Luz Clarita                |                       | Gaby                                 |               |
| 1997–1998 | María Isabel               | María Isabel          | Mireya Serrano                       | Román Judit   |
| 1998–1999 | El privilegio de amar      | Titkok és szerelmek   | Lorenza Torres                       | Roatis Andrea |
| 1999      | Rosalinda                  | Rosalinda             | Cristina                             |               |
| 1999–2000 | Mujeres engañadas          |                       | Diana de Lizárraga                   |               |
| 2001      | El derecho de nacer        |                       | Graciela                             |               |
| 2002      | Entre el amor y el odio    |                       | Frida de Villarreal                  |               |
| 2005      | La Madrastra               | A mostoha             | Fabiola Morán de Mendizábal          | Kiss Virág    |
| 2005      | Piel de otoño              |                       | Rebeca Franco                        |               |
| 2006–2007 | Amar sin límites           |                       | Eva Santoro                          |               |
| 2007      | Amor sin maquillaje        |                       | Beatriz                              |               |
| 2008      | Las tontas no van al cielo | Candy                 | Marissa de la Parra                  | Makay Andrea  |
| 2009      | Mi pecado                  | Az én bűnöm           | Justina Almada de Huerta             | Kiss Virág    |
| 2011      | Ni contigo ni sin ti       |                       | Eleonor Cortazár Armenta             |               |
| 2012      | Abismo de pasion           | Bűnös vágyak          | Carmina Bouvier                      | Kiss Virág    |
| 2013      | Amores verdaderos          | Rabok és szeretők     | Bruna Cristo                         | Ősi Ildikó    |
| 2014      | La Malquerida              |                       | Edelmira Pérez López / Perla         |               |
| 2015      | Que te perdone Dios        |                       | Macaria Rios                         |               |
| 2016      | Sueño de amor              |                       | Tracy Kidman                         |               |
| 2017–2018 | Me declaro culpable        |                       | Ingrid Dueñas López                  |               |
| 2019–2020 | Médicos                    | Vészhelyzet Mexikóban | Sandra                               |               |
| 2020–2021 | La mexicana y el güero     |                       | Olinka Cohen                         |               |
| 2022      | Corazón guerrero           | Háborgó szívek        | Victoriana Peñalver de Ruiz-Montalvo | Spilák Klára  |
| 2023      | Perdona nuestros pecados   |                       | Ángela Bulnes de Montero             |               |

## Színház
- Hombres (2005)
- Aventura: Elena Tejero (2008)

## Díjak és jelölések
TVyNovelas-díj
| Év   | Kategória               | Telenovella         | Eredmény |
| ---- | ----------------------- | ------------------- | -------- |
| 1999 | Legjobb női felfedezett | Titkok és szerelmek | Nyertes  |
| 2007 | Legjobb női főgonosz    | Amar sin límites    | Jelölés  |
| 2013 | Legjobb női főgonosz    | Bűnös vágyak        | Jelölés  |

ACE-díj
| Év   | Kategória                  | Telenovella | Eredmény |
| ---- | -------------------------- | ----------- | -------- |
| 2006 | Legjobb női mellékszereplő | A mostoha   | Nyertes  |

People en Español-díj
| Év   | Kategória            | Telenovella  | Eredmény |
| ---- | -------------------- | ------------ | -------- |
| 2010 | Legjobb női főgonosz | Az én bűnöm  | Jelölés  |
| 2012 | Legjobb női főgonosz | Bűnös vágyak | Jelölés  |